# Polynema protractum
Polynema protractum är en stekelart som beskrevs av Soyka 1956. Polynema protractum ingår i släktet Polynema och familjen dvärgsteklar. Inga underarter finns listade i Catalogue of Life.